# Bảo tàng Zamość
Bảo tàng Zamość (tiếng Ba Lan: Muzeum Zamojskie) là một bảo tàng đã đăng ký ở Ba Lan, được thành lập tại thành phố lịch sử của Zamość vào năm 1926 trong thời gian của Đệ Nhị Cộng hòa Ba Lan. Nó nằm ở trung tâm của Thành phố cổ, một Di sản Thế giới của UNESCO. Các không gian triển lãm được bố trí ở các tầng trên của những ngôi nhà chung cư được khôi phục một cách tỉ mỉ (kamienice) được xây dựng trong thời Phục hưng bởi những người Armenia nhập cư ở Ba Lan, người định cư ở đó vào năm 1585, nhờ những đặc quyền được cấp bởi Grand Hetman của Crown Jan Zamoyski. Bảo tàng được chia thành sáu phòng ban bao gồm Khảo cổ học, Thư viện, Dân tộc học, Lịch sử chung, Nhà mái vòm và Giáo dục.

## Tuyên bố sứ mệnh
Nhiệm vụ của Bảo tàng là thu thập, bảo vệ và bảo trì các đồ tạo tác văn hóa liên quan đến lịch sử của thành phố Zamość và các khu vực lân cận. Chúng bao gồm các phát hiện khảo cổ, tác phẩm nghệ thuật quý giá, và các hiện tượng văn hóa được trưng bày và cung cấp cho nghiên cứu khoa học cũng như các hoạt động giáo dục.